# Gouvernement Johnson I
Pour les articles homonymes, voir Gouvernement Johnson.
Royaume-Uni
May II Johnson II
Le gouvernement Johnson I (en anglais : First Johnson ministry) est le gouvernement du Royaume-Uni de Grande-Bretagne et d'Irlande du Nord entre le 24 juillet et le 16 décembre 2019, sous la 57e législature de la Chambre des communes.
Il est dirigé par le conservateur Boris Johnson, successeur de Theresa May après sa démission. Il succède au gouvernement May II et cède le pouvoir au gouvernement Johnson II après que le Parti conservateur a remporté la majorité absolue aux élections générales de 2019.

## Historique du mandat
Ce gouvernement est dirigé par le nouveau Premier ministre Boris Johnson, anciennement secrétaire d'État aux Affaires étrangères et du Commonwealth. Il est constitué par le Parti conservateur, qui dispose seul de 311 députés sur 650, soit 47,8 % des sièges de la Chambre des communes. Il bénéficie du soutien sans participation du Parti unioniste démocrate (DUP), qui dispose de dix députés, soit 1,5 % des sièges de la Chambre.
Il est formé à la suite de la démission de Theresa May, au pouvoir depuis juillet 2016.
Il succède donc au gouvernement May II, constitué et soutenu dans les mêmes conditions.

### Formation
Theresa May annonce le 24 mai 2019 son intention de démissionner deux semaines plus tard de ses fonctions de cheffe du Parti conservateur, et indique que l'élection pour la remplacer commencera le 10 juin. Deux mois plus tard, à l'issue d'un vote des adhérents du parti, l'ancien secrétaire d'État aux Affaires étrangères et ex-maire de Londres Boris Johnson est élu chef des conservateurs avec une très large avance sur son concurrent Jeremy Hunt.
Boris Johnson est donc nommé Premier ministre dès le lendemain de la proclamation de son élection, le 24 juillet, à la suite de son audience avec la reine Élisabeth II au palais de Buckingham. Il nomme aussitôt les membres de son gouvernement, promouvant Sajid Javid comme chancelier de l'Échiquier et les eurosceptiques Priti Patel en qualité de secrétaire d'État à l'Intérieur et Dominic Raab au poste de secrétaire d'État aux Affaires étrangères, le secrétaire d'État à la Sortie de l'Union européenne Stephen Barclay étant reconduit.

### Succession
Au mois de septembre puis d'octobre 2019, il appelle par trois fois à la dissolution de la Chambre des communes et à l'organisation de nouvelles élections, en raison de l'incapacité pour son gouvernement de faire voter l'accord organisation le retrait du Royaume-Uni de l'Union européenne. Il obtient gain de cause lors de sa quatrième tentative, le 30 octobre, les députés s'accordant par 438 voix contre 20 pour convoquer des élections anticipées le 12 décembre suivant.
Le scrutin étant un succès pour le Parti conservateur, qui remporte une victoire d'une ampleur inédite depuis les élections générales de 1987, le Premier ministre annonce le 16 décembre la constitution du gouvernement Johnson II.

## Composition
- Par rapport au gouvernement May II, les nouveaux membres sont indiqués en gras, ceux ayant changé d'attributions le sont en italique.

| Fonction                                                                                       | Titulaire                               | Titulaire | Titulaire                         | Parti        |
| ---------------------------------------------------------------------------------------------- | --------------------------------------- | --------- | --------------------------------- | ------------ |
| Premier ministre Premier lord du Trésor Ministre de la Fonction publique Ministre pour l'Union |                                         |           | Boris Johnson                     | Conservateur |
| Chancelier de l'Échiquier Second lord du Trésor                                                |                                         |           | Sajid Javid                       | Conservateur |
| Premier secrétaire d'État Secrétaire d'État des Affaires étrangères et du Commonwealth         |                                         |           | Dominic Raab                      | Conservateur |
| Secrétaire d'État à l'Intérieur                                                                |                                         |           | Priti Patel                       | Conservateur |
| Chancelier du duché de Lancastre                                                               |                                         |           | Michael Gove                      | Conservateur |
| Secrétaire d'État à la Justice Lord chancelier                                                 |                                         |           | Robert Buckland                   | Conservateur |
| Secrétaire d'État à la Sortie de l'Union européenne                                            |                                         |           | Stephen Barclay                   | Conservateur |
| Secrétaire d'État à la Défense                                                                 |                                         |           | Ben Wallace                       | Conservateur |
| Secrétaire d'État à la Santé et la Protection sociale                                          |                                         |           | Matthew Hancock                   | Conservateur |
| Secrétaire d'État aux Affaires, à l'Énergie et à la Stratégie industrielle                     |                                         |           | Andrea Leadsom                    | Conservateur |
| Secrétaire d'État au Commerce international Présidente de la Commission du Commerce            |                                         |           | Liz Truss                         | Conservateur |
| Secrétaire d'État au Travail et aux Retraites Ministre des Femmes et des Égalités              |                                         |           | Amber Rudd (jusqu'au 07/09/2019)  | Conservateur |
| Secrétaire d'État au Travail et aux Retraites Ministre des Femmes et des Égalités              | Thérèse Coffey (à partir du 08/09/2019) |           |                                   | Conservateur |
| Secrétaire d'État à l'Éducation                                                                |                                         |           | Gavin Williamson                  | Conservateur |
| Secrétaire d'État à l'Environnement, à l'Alimentation et aux Affaires rurales                  |                                         |           | Theresa Villiers                  | Conservateur |
| Secrétaire d'État au Logement, aux Communautés et aux Collectivités locales                    |                                         |           | Robert Jenrick                    | Conservateur |
| Secrétaire d'État aux Transports                                                               |                                         |           | Grant Shapps                      | Conservateur |
| Secrétaire d'État pour l'Irlande du Nord                                                       |                                         |           | Julian Smith                      | Conservateur |
| Secrétaire d'État pour l'Écosse                                                                |                                         |           | Alister Jack                      | Conservateur |
| Secrétaire d'État pour le Pays de Galles                                                       |                                         |           | Alun Cairns (jusqu'au 06/11/2019) | Conservateur |
| Leader de la Chambre des lords Lord du sceau privé                                             |                                         |           | Natalie Evans                     | Conservateur |
| Secrétaire d'État au Numérique, à la Culture, aux Médias et aux Sports                         |                                         |           | Nicky Morgan                      | Conservateur |
| Secrétaire d'État au Développement international                                               |                                         |           | Alok Sharma                       | Conservateur |
| Ministre sans portefeuille Président du Parti conservateur                                     |                                         |           | James Cleverly                    | Conservateur |
| Participant aux réunions du cabinet                                                            |                                         |           |                                   |              |
| Secrétaire en chef du Trésor                                                                   |                                         |           | Rishi Sunak                       | Conservateur |
| Leader de la Chambre des communes Lord président du Conseil                                    |                                         |           | Jacob Rees-Mogg                   | Conservateur |
| Whip en chef Secrétaire parlementaire du Trésor                                                |                                         |           | Mark Spencer                      | Conservateur |
| Procureur général                                                                              |                                         |           | Geoffrey Cox                      | Conservateur |
| Ministre d'État aux Affaires, à l'Énergie et à la Croissance propre                            |                                         |           | Kwasi Kwarteng                    | Conservateur |
| Ministre d'État au bureau du Cabinet Paymaster General                                         |                                         |           | Oliver Dowden                     | Conservateur |
| Ministre d'État au Développement du Nord de l'Angleterre et à la Croissance locale             |                                         |           | Jake Berry                        | Conservateur |
| Ministre d'État au Logement                                                                    |                                         |           | Esther McVey                      | Conservateur |
| Ministre d'État à l'Enseignement supérieur, à la Science, à la Recherche et à l'Innovation     |                                         |           | Jo Johnson (jusqu'au 05/09/2019)  | Conservateur |
| Ministre d'État à la Sécurité                                                                  |                                         |           | Brandon Lewis                     | Conservateur |